# Taekwondo-Pumsae-Weltmeisterschaften 2024
Die 13. Taekwondo-Pumsae-Weltmeisterschaften des internationalen Sportverbandes World Taekwondo fanden vom 30. November bis zum 4. Dezember 2024 in Hongkong im Hong Kong Coliseum statt.
Die Veranstaltung ist als G-8-Event klassifiziert und wurde von World Taekwondo in Zusammenarbeit mit der „Hong Kong, China Taekwondo Association“ ausgerichtet. Die Pumsae-Weltmeisterschaften wurden zum ersten Mal in Hongkong ausgetragen.

## Medaillenspiegel
| Platz | Land                   | Gold | Silber | Bronze | Gesamt |
| ----- | ---------------------- | ---- | ------ | ------ | ------ |
| 1     | Südkorea               | 17   | 6      | 2      | 25     |
| 2     | Vereinigte Staaten     | 8    | 4      | 4      | 17     |
| 3     | Chinesisch Taipeh      | 4    | 5      | 6      | 15     |
| 4     | Vietnam                | 3    | 2      | 4      | 9      |
| 4     | Iran                   | 3    | 2      | 4      | 9      |
| 6     | Volksrepublik China    | 2    | 1      | 3      | 6      |
| 7     | Deutschland            | 1    | 2      | 2      | 5      |
| 8     | Spanien                | 1    | 1      | 3      | 5      |
| 9     | Österreich             | 1    | 0      | 2      | 3      |
| 10    | Portugal               | 1    | 0      | 0      | 1      |
| 11    | Australien             | 0    | 3      | 4      | 7      |
| 11    | Thailand               | 0    | 3      | 4      | 7      |
| 13    | Dänemark               | 0    | 3      | 1      | 4      |
| 14    | Philippinen            | 0    | 2      | 8      | 10     |
| 15    | Mexiko                 | 0    | 2      | 7      | 9      |
| 16    | Vereinigtes Königreich | 0    | 1      | 3      | 5      |
| 17    | Hongkong               | 0    | 1      | 4      | 5      |
| 18    | Kanada                 | 0    | 1      | 3      | 4      |
| 19    | Argentinien            | 0    | 1      | 2      | 3      |
| 20    | Malaysia               | 0    | 1      | 1      | 2      |
| 21    | Japan                  | 0    | 0      | 3      | 3      |
| 22    | Brasilien              | 0    | 0      | 2      | 2      |
| 22    | Italien                | 0    | 0      | 2      | 2      |
| 22    | Norwegen               | 0    | 0      | 2      | 2      |
| 25    | Ägypten                | 0    | 0      | 1      | 1      |
| 25    | Finnland               | 0    | 0      | 1      | 1      |
| 25    | Frankreich             | 0    | 0      | 1      | 1      |
| 25    | Macau                  | 0    | 0      | 1      | 1      |
| 25    | Myanmar                | 0    | 0      | 1      | 1      |
| 25    | Peru                   | 0    | 0      | 1      | 1      |

## Ergebnisse: Traditionelle Pumsae

### Herren
| Disziplin        | Gold              | Silber                   | Bronze             |
| ---------------- | ----------------- | ------------------------ | ------------------ |
| Einzel, Kadetten | Kim Jeong-jae     | Liu Kuan-fu              | Zen Shiosaki       |
| Einzel, Kadetten | Kim Jeong-jae     | Liu Kuan-fu              | Jaynazh Jamias     |
| Einzel, Junioren | Lee Jin-yong      | Navin Pinthasute         | Amirali Alizadeh   |
| Einzel, Junioren | Lee Jin-yong      | Navin Pinthasute         | Rodrigo Subauste   |
| Einzel, bis 30   | Kim Sang-woo      | Ryan Real                | Nino Ontoy         |
| Einzel, bis 30   | Kim Sang-woo      | Ryan Real                | Ian Matthew Corton |
| Einzel, bis 40   | Zhu Yuxiang       | Kanawat Sukcharoen       | Benjamin Harder    |
| Einzel, bis 40   | Zhu Yuxiang       | Kanawat Sukcharoen       | Selgi Leblanc      |
| Einzel, bis 50   | Kim Hak-dong      | Ali Salmani              | Marcio Losada      |
| Einzel, bis 50   | Kim Hak-dong      | Ali Salmani              | Heriberto Sanchez  |
| Einzel, bis 60   | Kim Sung-hoi      | Antonio Moreno Rodríguez | Juan Enrique Luna  |
| Einzel, bis 60   | Kim Sung-hoi      | Antonio Moreno Rodríguez | June Ninobla       |
| Einzel, bis 65   | Nader Khodamoradi | Chieh Jung Lee           | Robert Pace        |
| Einzel, bis 65   | Nader Khodamoradi | Chieh Jung Lee           | Chanwoo Jeong      |
| Einzel, über 65  | Hadi Torkashvand  | Horacio Macchi           | Chin-Shun Yeh      |
| Einzel, über 65  | Hadi Torkashvand  | Horacio Macchi           | Jang Hee Pak       |

### Damen
| Disziplin        | Gold            | Silber              | Bronze                      |
| ---------------- | --------------- | ------------------- | --------------------------- |
| Einzel, Kadetten | Park Ji-hye     | Sofia Lee Kim       | Greta Mascherino            |
| Einzel, Kadetten | Park Ji-hye     | Sofia Lee Kim       | Sophia Liu                  |
| Einzel, Junioren | Lee Yu-hsuan    | Seo Chae-won        | Liu Tsz Ki                  |
| Einzel, Junioren | Lee Yu-hsuan    | Seo Chae-won        | Brisa Alekc                 |
| Einzel, bis 30   | Lee Joo-yeong   | Eva Sandersen       | Liu Yuqing                  |
| Einzel, bis 30   | Lee Joo-yeong   | Eva Sandersen       | Ratchadawan Tapaenthong     |
| Einzel, bis 40   | Hana Lee        | Thi Le Kim Nguyen   | Franziska Schneegans        |
| Einzel, bis 40   | Hana Lee        | Thi Le Kim Nguyen   | Anna Kim                    |
| Einzel, bis 50   | Kathy Do        | Ban Eu-na           | Vanesa Ortega Villodres     |
| Einzel, bis 50   | Kathy Do        | Ban Eu-na           | Chen Liao-hsia              |
| Einzel, bis 60   | Elva Adams      | Heekyung Reimann    | Maria Ines Martinez Blancat |
| Einzel, bis 60   | Elva Adams      | Heekyung Reimann    | Soo Mi Jo Lee               |
| Einzel, bis 65   | Leni Niedermayr | Swee Bee Yeap       | Badri Ricciardelli          |
| Einzel, bis 65   | Leni Niedermayr | Swee Bee Yeap       | Maria Shaw                  |
| Einzel, über 65  | Eduarda Ferraz  | Bronwyn Butterworth | Yuriko Takizawa             |
| Einzel, über 65  | Eduarda Ferraz  | Bronwyn Butterworth | Iris Hitzemann              |

### Team-Wettbewerbe
| Disziplin               | Gold               | Silber                 | Bronze                 |
| ----------------------- | ------------------ | ---------------------- | ---------------------- |
| Paar, Kadetten          | Chinesisch Taipeh  | Hongkong               | Mexiko                 |
| Paar, Kadetten          | Chinesisch Taipeh  | Hongkong               | Philippinen            |
| Paar, Junioren          | Iran               | Philippinen            | Australien             |
| Paar, Junioren          | Iran               | Philippinen            | Volksrepublik China    |
| Paar, bis 30            | Südkorea           | Vietnam                | Malaysia               |
| Paar, bis 30            | Südkorea           | Vietnam                | Norwegen               |
| Paar, bis 50            | Vietnam            | Dänemark               | Iran                   |
| Paar, bis 50            | Vietnam            | Dänemark               | Myanmar                |
| Paar, bis 60            | Vereinigte Staaten | Deutschland            | Österreich             |
| Paar, bis 60            | Vereinigte Staaten | Deutschland            | Italien                |
| Paar, über 60           | Deutschland        | Australien             | Österreich             |
| Paar, über 60           | Deutschland        | Australien             | Spanien                |
| Team männlich, Kadetten | Südkorea           | Vereinigte Staaten     | Philippinen            |
| Team männlich, Kadetten | Südkorea           | Vereinigte Staaten     | Chinesisch Taipeh      |
| Team weiblich, Kadetten | Vereinigte Staaten | Chinesisch Taipeh      | Südkorea               |
| Team weiblich, Kadetten | Vereinigte Staaten | Chinesisch Taipeh      | Mexiko                 |
| Team männlich, Junioren | Südkorea           | Vereinigte Staaten     | Vereinigtes Königreich |
| Team männlich, Junioren | Südkorea           | Vereinigte Staaten     | Vietnam                |
| Team weiblich, Junioren | Südkorea           | Iran                   | Chinesisch Taipeh      |
| Team weiblich, Junioren | Südkorea           | Iran                   | Vietnam                |
| Team männlich, bis 30   | Vereinigte Staaten | Südkorea               | Hongkong               |
| Team männlich, bis 30   | Vereinigte Staaten | Südkorea               | Iran                   |
| Team weiblich, bis 30   | Südkorea           | Chinesisch Taipeh      | Thailand               |
| Team weiblich, bis 30   | Südkorea           | Chinesisch Taipeh      | Vietnam                |
| Team männlich, bis 50   | Südkorea           | Chinesisch Taipeh      | Australien             |
| Team männlich, bis 50   | Südkorea           | Chinesisch Taipeh      | Iran                   |
| Team weiblich, bis 50   | Vietnam            | Südkorea               | Brasilien              |
| Team weiblich, bis 50   | Vietnam            | Südkorea               | Vereinigtes Königreich |
| Team männlich, bis 60   | Spanien            | Vereinigte Staaten     | Ägypten                |
| Team männlich, bis 60   | Spanien            | Vereinigte Staaten     | Hongkong               |
| Team weiblich, bis 60   | Vereinigte Staaten | Australien             | Finnland               |
| Team weiblich, bis 60   | Vereinigte Staaten | Australien             | Hongkong               |
| Team männlich, über 60  | Vereinigte Staaten | Vereinigtes Königreich | Argentinien            |
| Team männlich, über 60  | Vereinigte Staaten | Vereinigtes Königreich | Australien             |
| Team weiblich, über 60  | Vereinigte Staaten | Vereinigtes Königreich |                        |
| Team weiblich, über 60  | Vereinigte Staaten | Vereinigtes Königreich |                        |

## Ergebnisse: Freestyle-Pumsae

### Herren
| Disziplin       | Gold             | Silber         | Bronze           |
| --------------- | ---------------- | -------------- | ---------------- |
| Einzel Junioren | Byeong Jae-young | Chang Kai-hsin | Wang Yuxin       |
| Einzel Junioren | Byeong Jae-young | Chang Kai-hsin | Lo Lok In        |
| Einzel Senioren | Eric Gun         | Yun Kyu-sung   | Darius Venerable |
| Einzel Senioren | Eric Gun         | Yun Kyu-sung   | William Arroyo   |

### Damen
| Disziplin       | Gold       | Silber        | Bronze           |
| --------------- | ---------- | ------------- | ---------------- |
| Einzel Junioren | Sitong Lin | Taemi Hong    | Yi-Hsuan Chang   |
| Einzel Junioren | Sitong Lin | Taemi Hong    | Manan Tongbanbor |
| Einzel Senioren | Cha Ye-eun | Eva Sandersen | Allison Deguzman |
| Einzel Senioren | Cha Ye-eun | Eva Sandersen | Cecilia Lee      |

### Paar-Wettbewerbe
| Disziplin | Gold     | Silber              | Bronze            |
| --------- | -------- | ------------------- | ----------------- |
| Junioren  | Südkorea | Volksrepublik China | Kanada            |
| Junioren  | Südkorea | Volksrepublik China | Philippinen       |
| Senioren  | Südkorea | Philippinen         | Chinesisch Taipeh |
| Senioren  | Südkorea | Philippinen         | Thailand          |

### Team-Wettbewerbe
| Disziplin          | Gold              | Silber   | Bronze      |
| ------------------ | ----------------- | -------- | ----------- |
| Mixed-Team bis 17  | Chinesisch Taipeh | Thailand | Vietnam     |
| Mixed-Team bis 17  | Chinesisch Taipeh | Thailand | Kanada      |
| Mixed-Team über 17 | Vietnam           | Mexiko   | Italien     |
| Mixed-Team über 17 | Vietnam           | Mexiko   | Philippinen |

## Weiterführende Informationen
Ebenfalls im Jahr 2024 wurden die Weltmeisterschaften in Para-Pumsae ausgetragen. Diese als separate Veranstaltung durchgeführten Wettbewerbe fanden am 26. und 27. November in Bahrain statt.